# Parasystoechus flavescens
Parasystoechus flavescens är en tvåvingeart som först beskrevs av Philippi 1865.  Parasystoechus flavescens ingår i släktet Parasystoechus och familjen svävflugor. Inga underarter finns listade i Catalogue of Life.